# Miłość w myślach
Miłość w myślach (niem. Was nützt die Liebe in Gedanken) – niemiecki melodramat z 2004 roku w reżyserii Achima von Borriesa. Zdjęcia kręcono w Berlinie, Lipsku i Brandenburgii.